# Нето, Хендрик Ваал
Педру Хендрик Ваал Нето (порт. Pedro Hendrick Vaal Neto; 22 ноября 1944, Северная Кванза) — ангольский политик и дипломат, сподвижник Холдена Роберто, видный деятель ФНЛА. В 1990 перешёл в правящую МПЛА. В 1993—2005 — министр социальной коммуникации Анголы. Посол Анголы в Египте, затем в Зимбабве.

## Происхождение и взгляды
Родился в семье ангольских баконго. Отец Хендрика Ваала Нето служил в португальской колониальной администрации. Семья часто перемещалась по стране. В этих переездах Хендрик Ваал Нето много наблюдал жизнь и проникся антиколониальными настроениями.
В пятнадцатилетнем возрасте Хендрик Ваал Нето перешёл на нелегальное положение, скрылся в джунглях и примкнул к партизанскому антиколониальному движению. В 1963 был арестован ПИДЕ, подвергнут жёстким допросам. Освободившись, вступил в Национальный фронт освобождения Анголы (ФНЛА). Хендрик Ваал Нето полностью разделял консервативно-националистические и антикоммунистические взгляды основателя ФНЛА Холдена Роберто.

## В руководстве ФНЛА
В годы войны за независимость Хендрик Ваал Нето работал в дипломатическом аппарате ФНЛА. Занимал важные посты в соответствующем департаменте, представлял организацию в Киншасе. Эта функция имела особое значение, поскольку президент Заира Мобуту был родственником Роберто и главным союзником ФНЛА.
После Португальской революции 1974 начался процесс деколонизации Анголы. Война за независимость быстро переросла в гражданскую войну между прокоммунистическим МПЛА, консервативным ФНЛА и леворадикальным УНИТА. Хендрик Ваал Нето отвечал за дипломатическое обеспечение битвы при Кифангондо осенью 1975 года. Однако ФНЛА/ЭЛНА потерпели сокрушительное поражение. 11 ноября 1975 независимость Анголы была провозглашена под властью МПЛА.
Вместе с Холденом Роберто, Нгола Кабангу, Лукасом Нгонда Бенги Хендрик Ваал Нето принадлежал к политическому руководству ФНЛА. После официальной нормализации отношений между НРА и Заиром активная деятельность ФНЛА практически прекратилась, но формально организация продолжала существовать. Хендрик Ваал Нето продолжал возглавлять дипломатический аппарат организации. В апреле 1979 он представлял ФНЛА на XII конференции Всемирной антикоммунистической лиги (ВАКЛ). 
Военно-политические поражения ФНЛА стимулировали оппозицию Холдену Роберто. 12 августа 1980 Хендрик Ваал Нето и Паулу Туба учредили Военный совет ангольского сопротивления (COMIRA). Месяц спустя они объявили об отстранении Роберто от руководства и присоединении ФНЛА к COMIRA. Однако проект, задуманный для активизации вооружённой подпольной борьбы в Анголе не получил развития. К 1983 деятельность COMIRA сошла на нет. Статус лидера ФНЛА сохранил Роберто.
С 1981 Хендрик Ваал Нето отдалился от ФНЛА, хотя формально не порывал с организацией. Жил в Португалии, затем перебрался в США.

## В МПЛА и правительстве
С конца 1980-х верхушка МПЛА во главе с Жозе Эдуарду душ Сантушем приступила к политико-идеологической переориентации — отказу от марксистско-ленинской идеологии, введению формальной многопартийности и рыночной экономики, установлению тесных связей с Западом. Были начаты переговоры о легализации ФНЛА (с правительственной стороны этот процесс курировал Дину Матрос). Хендрик Ваал Нето играл в этих контактах одну из ключевых ролей.
ФНЛА был легализован, Холден Роберто и его сподвижники вернулись в Анголу и вписались в парламентскую систему под контролем МПЛА. Хендрик Ваал Нето зашёл дальше: он вступил в МПЛА и был кооптирован в ЦК. Вхождение бывшего деятеля ВАКЛ в руководство партии бывших коммунистов не вызвало проблем ни с той, ни с другой стороны.
В 1993 президент душ Сантуш назначил Хендрика Ваала Нето министром социальной коммуникации. Ваал Нето оказался единственным деятелем ФНЛА, которому удалось стать членом правительства. В течение двенадцати лет он курировал информационную политику правительства, лояльно проводя курс душ Сантуша (в том числе в войне с УНИТА, прежними союзниками ФНЛА). Публично восхвалял душ Сантуша, даже после своей отставки, за «достижение мира и бурное развитие страны».

## Дипломатическая служба
В 2005 Хендрик Ваал Нето оставил министерский пост. Его уход из правительства был воспринят как подрыв позиций группы «диссидентов ФНЛА», перешедших в правящую партию. Однако карьера Ваала Нето на этом не завершилась, он был переведён в аппарат МИД Анголы.
С января 2006 Хендрик Ваал Нето являлся послом Анголы в Египте. Одновременно курировал ангольские представительства в других арабских странах — Сирии, Ливане, Иордании, Ираке, Йемене, Омане, а также в Иране. Основное внимание уделял экономическому взаимодействию, прежде всего координации нефтеэкспортной политики.
12 сентября 2011, на фоне Арабской весны, Хендрик Ваал Нето — иностранный партнёр свергнутого президента Мубарака — был отозван из Египта и направлен послом в Зимбабве. Укреплял политические связи между правительствами душ Сантуша и Мугабе.
В ноябре 2017 Роберт Мугабе был отстранён от власти после 37-летнего бессменного правления. В июле 2018 в Зимбабве состоялись выборы, победу на которых одержала правящая партия ZANU—PF во главе с Эммерсоном Мнангагвой. Представители оппозиционного MDC подали судебные иски о нарушениях и фальсификациях. Хендрик Ваал Нето счёл нужным публично выступить в этой связи: он призвал MDC признать поражение и сотрудничать с правительством. В то же время встал вопрос о замене Хендрика Ваала Нето в качестве ангольского посла в Хараре — по той же причине, что в Каире.

## Литературное творчество
Хендрик Ваал Нето известен также как писатель. Главная тема его творчества — становление личности в национально-освободительной борьбе. Особое место занимает его личный опыт попадания в ПИДЕ.